# Gastronomía de Hakka

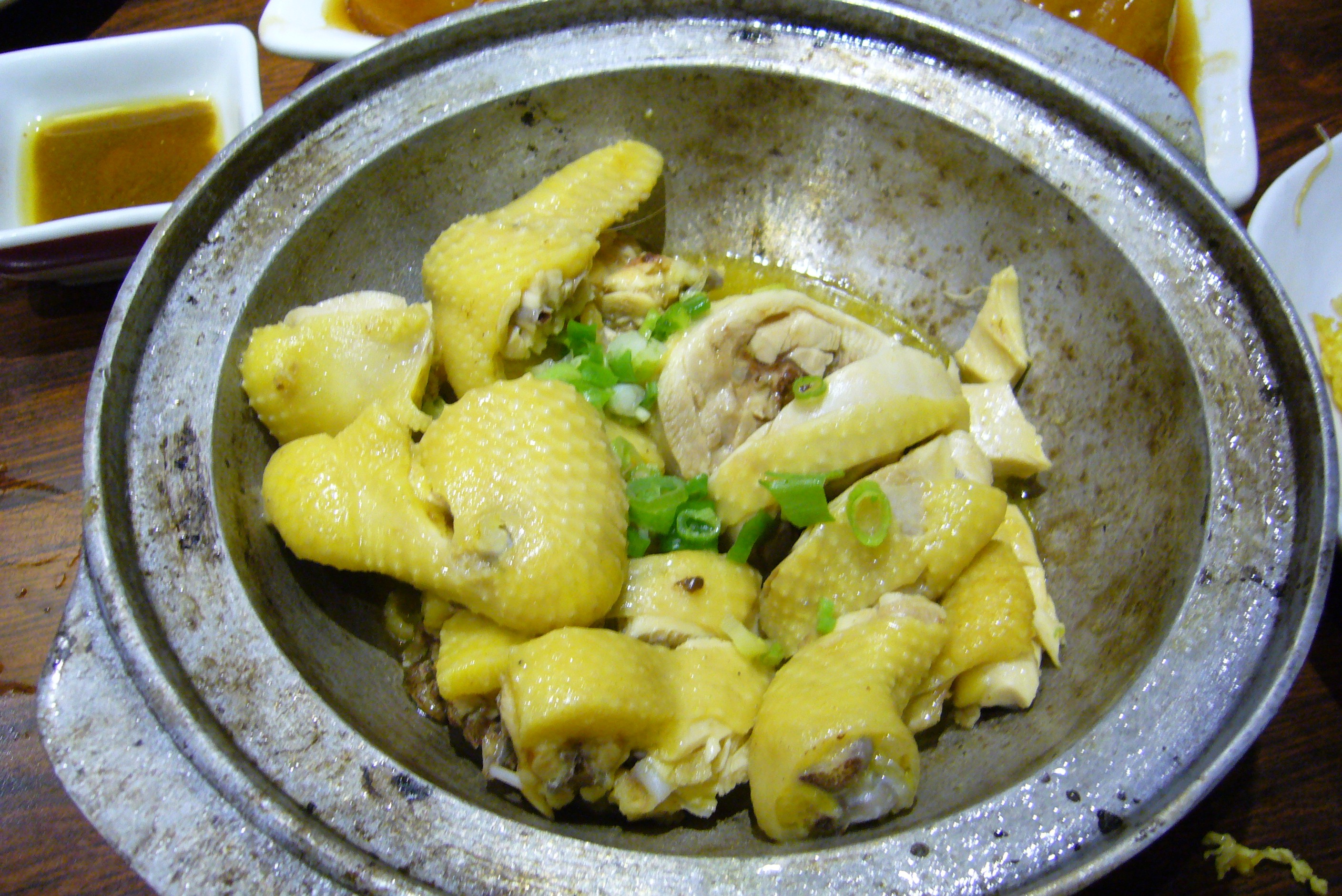
Pollo asado a la sal (東江鹽焗雞), servido en un restaurante de Hong Kong, llamado el Hakka Hut. Esta version puede que haya ssido rehogado y asado, pero no cocinado con la costra de sal tradicional.

La Gastronomía de Hakka (chino tradicional: 客家菜) se refiere  a las tradiciones culinarias de la provincia china de Hakka y corresponde a parte de las costumbres gastronómicas de la etnia han. Se puede ubicar su origen en el sudoeste de China (Cantón y Fujian).

## Platos tradicionales
- Pollo cocinado a la sal (東江鹽焗雞) - se cocina un pollo dentro de un horno con una capa abundante de sal, hoy en día muchos restaurantes sólo ponen un poco de sal y lo introducen en el horno.
- Ngiong Tew Foo (釀豆腐, tofu en cubos o 東江釀豆腐煲): este es uno de los platos más populares de la cocina Hakka, consiste en cubos de tofu rodeados de carne picada (generalmente cerdo) y hierbas, todo ello frito hasta que queda dorado.
- Kiu nyuk (扣肉, cerdo picado con juncos)
- Poon Choi (盆菜): Una variedad de ingredientes que se sirven como acompañamiento.